# Lautjärvi
Lautjärvi är en sjö i kommunen Pertunmaa i landskapet Södra Savolax i Finland. Sjön ligger 125,8 meter över havet. Arean är 80 hektar och strandlinjen är 8,57 kilometer lång. Sjön  ingår i Kymmene älvs huvudavrinningsområde.   Den ligger omkring 52 kilometer väster om S:t Michel och omkring 170 kilometer norr om Helsingfors. 